# Шухевич Наталя Йосипівна

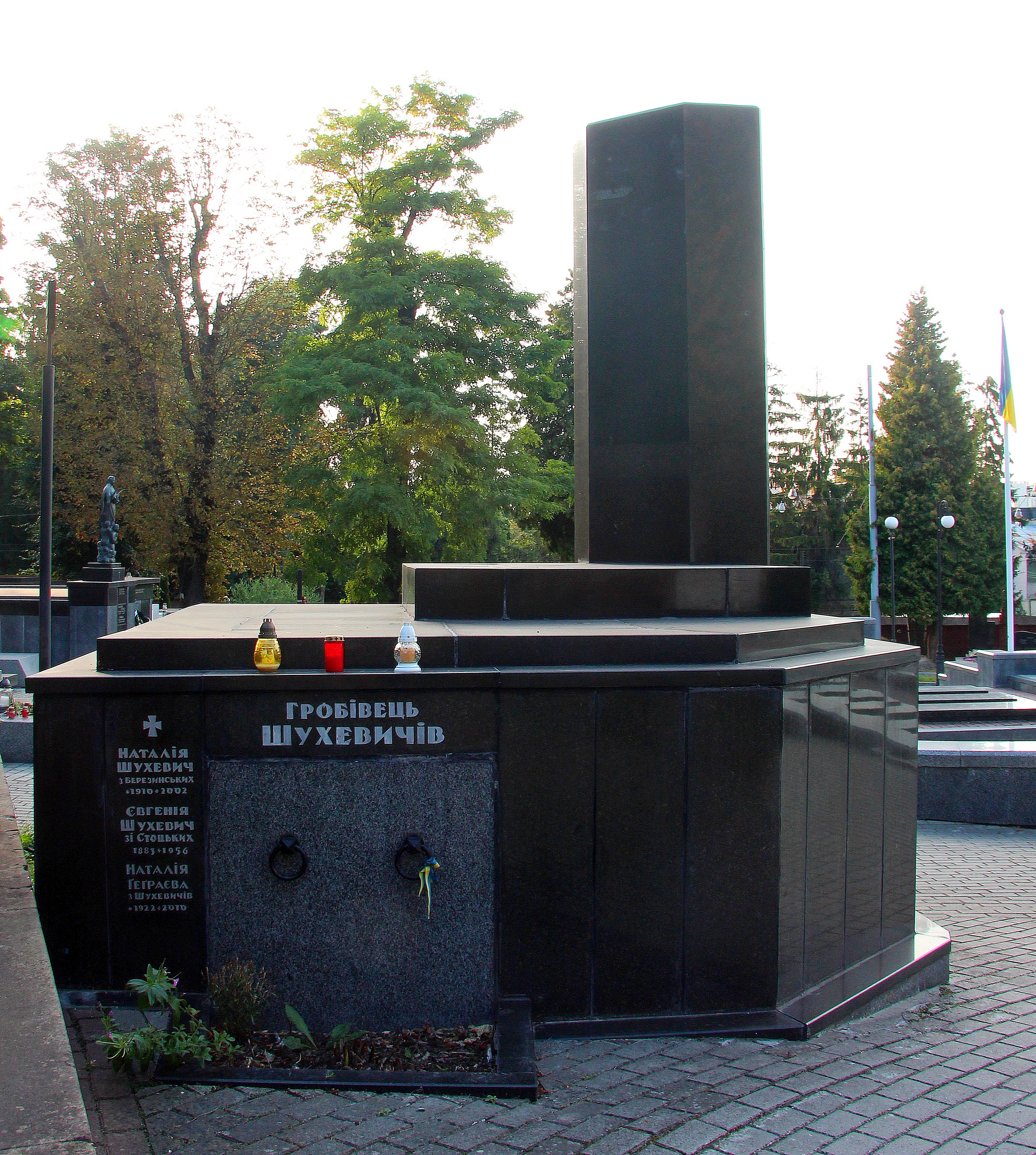
Гробівець родини Шухевичів на 67 полі Личаківського цвинтаря

Наталія (Наталя) Йосипівна Шухевич-Геграєва (25 лютого 1922, Радехів, Львівщина — 21 лютого 2010, Нальчик, Кабардино-Балкарія, Росія) — діячка українського визвольного руху, член ОУН, молодша сестра головнокомандувача УПА Романа Шухевича. Засуджена на так  званому «Процесі 59-ти» у Львові 1941 року, відбувала ув'язнення в таборах. Більшість життя прожила в місті Нальчик (Кабардино-Балкарія).

## Життєпис
Народилася 25 лютого 1922 року в місті Радехів, нині Шептицького району Львівської області. Була третьою, після братів Романа та Юрія, дитиною Осипа та Євгенії Шухевичів. Член Організації українських націоналістів із 1939 року, зв'язкова ОУН. Навчалась у Львівській академічній гімназії.
Була заарештована 8 вересня 1940 року. На час арешту тільки розпочала навчання на першому курсі Львівського медичного інституту. Інформацію про неї як зв'язкову НКВС отримав зі списків Марти Грицай. Більше на Наталку не вказував ніхто з опитаних перед «Процесом 59-ти». Звинувачення: «активна учасниця антирадянської націоналістичної організації ОУН, утримувала явочну квартиру для кур'єрів із закордонного центру ОУН». На допитах усе заперечувала, потім і на суді не визнала себе винною. Під час допитів енкаведистів особливо цікавила діяльність її брата — Романа Шухевича.
Львівський обласний суд 15-18 січня 1941 року в рамках «процесу 59-ти» засудив її на 10 років позбавлення волі в далеких таборах Союзу РСР з конфіскацією всього майна з поразкою у [виборчих] правах на 5 років. Після відбуття покарання підлягала висланню за межі УРСР на 5 років. У березні 1941 року Верховний суд СРСР замінив вирок на «5 років позбавлення волі в далеких таборах СРСР із поразкою у [виборчих] правах на 3 роки». Німецько-радянська війна застала Наталію у Харкові — в пересильній в'язниці. Пережила 130-кілометровий піший «похід смерті» з Харкова в Куп'янськ.
Переслідувань зазнала вся родина Шухевичів. Батько помер на засланні в Кемеровому в 1948 році, мати — на засланні в Казахстані в 1956 році. Відбула кілька років на лісоповалі на Уралі, потім до 1956 року перебувала на засланні в Казахстані (зокрема до смерті Сталіна 5 березня 1953 року відбувала заслання на станції Мерке Джамбульської області). Вийшла заміж за балкарця Муталіфа Геграєва, який також перебував на засланні.
У 1956 році оселилася в місті Глиняни Львівського району Львівської області. У 1960 році закінчила медичне училище. Однак влада відмовлялася давати прописку у Львові чи поблизу. Наталія з чоловіком переїхала на Кавказ — у Нальчик. Чоловік працював фельдшером. Удома з чоловіком говорила українською. Вона не знала карачаєво-балкарської мови, а він вивчив українську. Дітей подружжя не мало.
Працювала медсестрою, музичною вихователькою в дитячому садку. Допомагала місцевій українській діаспорі. Періодично відвідувала Львів, востаннє приїхала у 2001 році — на богослужіння Папи Римського Івана Павла ІІ.
Померла в Нальчику 21 лютого 2010 року, не доживши чотирьох днів до свого 88-го дня народження. Відповідно до заповіту, Наталю Шухевич поховали у Львові. 26 лютого в церемонії поховання та траурній ході взяли участь голова Львівської обласної ради Мирослав Сеник, заступник голови Львівської ОДА Ігор Держко, депутати Львівської обласної ради, культурні та мистецькі діячі. Похована поруч із матір'ю в родинному гробівці на 67 полі Личаківського цвинтаря.